# Boswellia ameero
Boswellia ameero är en tvåhjärtbladig växtart som beskrevs av Isaac Bayley Balfour. Boswellia ameero ingår i släktet Boswellia och familjen Burseraceae. Inga underarter finns listade i Catalogue of Life.